# Superettan 2008
Die Superettan 2008 war die neunte Spielzeit der zweithöchsten schwedischen Fußballliga unter diesem Namen und die insgesamt 80. Spielzeit seit der offiziellen Einführung einer solchen im Jahr 1928. Die Saison begann am 11. April und endete am 25. Oktober 2008.
Die ehemaligen Erstligisten Örgryte IS und BK Häcken schafften die Rückkehr in die Allsvenskan, während Vorjahresabsteiger IF Brommapojkarna sich für die Relegation zur ersten Liga qualifizierte und sich dort mittels der Auswärtstorregel gegen Ljungskile SK durchsetzte. Enköpings SK und Degerfors IF mussten direkt in die Division 1 absteigen. IF Limhamn Bunkeflo und Jönköpings Södra IF belegten die entsprechenden Relegationsplätze. Während erstere gegen Vasalunds IF scheiterten, schaffte Jönköpings Södra IF gegen Östers IF den Klassenerhalt.

## Abschlusstabelle
| Pl. | Verein                   | Sp. | S  | U  | N  | Tore    | Diff. | Punkte |
| --- | ------------------------ | --- | -- | -- | -- | ------- | ----- | ------ |
| 1.  | Örgryte IS               | 30  | 17 | 6  | 7  | 057:320 | +25   | 57     |
| 2.  | BK Häcken                | 30  | 15 | 10 | 5  | 058:280 | +30   | 55     |
| 3.  | IF Brommapojkarna (A)    | 30  | 16 | 6  | 8  | 045:290 | +16   | 54     |
| 4.  | Assyriska Föreningen (N) | 30  | 15 | 7  | 8  | 049:350 | +14   | 52     |
| 5.  | Ängelholms FF (N)        | 30  | 14 | 9  | 7  | 051:330 | +18   | 51     |
| 6.  | Åtvidabergs FF           | 30  | 14 | 8  | 8  | 043:370 | +6    | 50     |
| 7.  | Falkenbergs FF           | 30  | 12 | 8  | 10 | 043:380 | +5    | 44     |
| 8.  | Mjällby AIF              | 30  | 12 | 7  | 11 | 044:360 | +8    | 43     |
| 9.  | Väsby United (N)         | 30  | 11 | 6  | 13 | 038:360 | +2    | 39     |
| 10. | Qviding FIF (N)          | 30  | 9  | 11 | 10 | 039:410 | −2    | 38     |
| 11. | Landskrona BoIS          | 30  | 10 | 8  | 12 | 036:440 | −8    | 38     |
| 12. | IK Sirius                | 30  | 8  | 9  | 13 | 038:530 | −15   | 33     |
| 13. | IF Limhamn Bunkeflo 1    | 30  | 5  | 11 | 14 | 026:480 | −22   | 26     |
| 14. | Jönköpings Södra IF      | 30  | 5  | 11 | 14 | 026:500 | −24   | 26     |
| 15. | Enköpings SK             | 30  | 8  | 2  | 20 | 037:700 | −33   | 26     |
| 16. | Degerfors IF             | 30  | 5  | 9  | 16 | 027:470 | −20   | 24     |

Platzierungskriterien: 1. Punkte – 2. Tordifferenz – 3. geschossene Tore

| Zum Saisonende 2008: | |
| Aufsteiger in die Allsvenskan 2009: Örgryte IS & BK Häcken Teilnehmer an den Aufstiegsrelegation gegen den 14. der Allsvenskan 2008: IF Brommapojkarna Teilnehmer an der Relegation zur Division 1 2009: IF Limhamn Bunkeflo & Jönköpings Södra IF Absteiger in die Division 1 2009: Enköpings SK & Degerfors IF | |
| | |
| Zum Saisonende 2007: | |
| (A) | Absteiger aus der Allsvenskan 2007: IF Brommapojkarna                                                  |
| (N) | Neuaufsteiger aus der Division 1 2007: Assyriska Föreningen, Ängelholms FF, Väsby United & Qviding FIF |
| (RV) | Verlierer der Relegationsspiele: Landskrona BoIS                                                       |

## Relegationsspiele
Zur Allsvenskan 2009:
Der 3. der Superettan 2008 spielte gegen den 14. der Allsvenskan 2008 in einer Play-off-Runde mit Hin- und Rückspiel um die Relegation. Das Hinspiel fand am 13. und das Rückspiel am 16. November 2008 statt. Der Sieger qualifizierte sich für die Allsvenskan 2009.
|                   | Gesamt    |               | Hinspiel | Rückspiel |
| ----------------- | --------- | ------------- | -------- | --------- |
| IF Brommapojkarna | (a)1:1(a) | Ljungskile SK | 0:0      | 1:1       |

Zur Superettan 2009:
Die Mannschaften auf den Plätzen 13. und 14. der Superettan 2008 spielten gegen die jeweils 2. der Nord-/Südstaffel der Division 1 in einer Play-off-Runde mit Hin- und Rückspiel um die Relegation. Die Hinspiele fanden am 29. Oktober, die Rückspiele am 2. November 2008 statt. Die beiden Sieger qualifizierten sich für die Superettan 2009.
|              | Gesamt |                     | Hinspiel | Rückspiel |
| ------------ | ------ | ------------------- | -------- | --------- |
| Östers IF    | 2:4    | Jönköpings Södra IF | 2:1      | 0:3       |
| Vasalunds IF | 4:1    | IF Limhamn Bunkeflo | 0:0      | 4:1       |

## Torschützenliste
| Platz | Spieler          | Mannschaft     | Tore |
| ----- | ---------------- | -------------- | ---- |
| 1.    | Jonas Henriksson | BK Häcken      | 19   |
| 2.    | Marcus Ekenberg  | Mjällby AIF    | 17   |
| 3.    | Joel Johansson   | Falkenbergs FF | 16   |
| 4.    | Daniel Larsson   | BK Häcken      | 12   |
| 4.    | Hannes Stiller   | Qviding FIF    | 12   |
| 4.    | Ricardo Santos   | Åtvidabergs FF | 12   |